# 王文翰 (嘉靖進士)
王文翰（1512年—？），字則野，山西汾州衛軍籍，直隸蒙城縣人，明朝政治人物。

## 生平
嘉靖十年（1531年）辛卯科山西鄉試第二十三名舉人。嘉靖二十九年（1550年）中式庚戌科會試第一百五十一名，三甲第一百八十名進士。任山東寿光县知县，升冀州知州，隆庆元年（1567年）八月由河南按察司佥事升陕西布政司右参议。

## 家族
曾祖王全；祖父王林；父王繼，壽官。前母吳氏；母黃氏。永感下。